# Carrie Lucas
Carrie Lucas (Carmel, 1 oktober 1945) is een Amerikaanse r&b-zangeres.

## Carrière
I Gotta Keep Dancing (#64) en Gotta Get Away From Your Love waren de twee hitsingles van haar eerste album Simply Carrie, uitgebracht in 1977 en geplaatst in de Billboard Hot 100. Haar tweede album Street Corner Symphony werd uitgebracht in 1978 met The Whispers als achtergrondzangers. Een gelijknamige single van de lp was een eerbetoon aan de doowopbands uit de jaren 1960. Het album werd uitgebracht bij Solar Records van producent Dick Griffey.
In 1979 bracht Lucas Carrie Lucas in Danceland uit. Griffey haalde Jody Watley (Shalamar) voor achtergrondzang, Lakeside (co-producenten en achtergrond) en Walter en Wallace Scott (The Whispers) voor achtergrond. Organist Kossi Gardner (1941-2009) schreef en speelde bij de hit Dance With You, die het album naar de 37e plaats stuwden in de dance-albumhitlijst. Dance With You was Lucas' enige verschijning in de Britse singlehitlijst met een 37e plaats. Portrait of Carrie (1980) was minder commercieel succesvol, alhoewel deze drie bescheiden hitsingles verschafte. De eerste 12" was een heropname van haar eerste hit, herbenoemd tot Keep Smilin'. Deze werd gevolgd door It's Not What You Got (It's How You Use It) en Career Girl. Griffey deelde de productie-verantwoording met Leon Sylvers en Gardner.
Lucas' volgende publicatie in 1982 was Still In Love. Deze was opgenomen en uitgebracht bij Solar Records en verspreid door Elektra Records/Asylum Records. Het album produceerde de twee 12" singles Men en de meer succesvolle Show Me Where You're Coming From. Sheila E. schreef het titelnummer van het album.
Haar meest recente album werd uitgebracht in 1985. Horsin' Around leverde vier 12 singles: Charlie, Horsin' Around, Summer In The Street en Hello Stranger. Haar coverversie Hello Stranger van Barbara Lewis plaatste zich op de 20e plaats in de Billboard Hot 100.
Lucas' laatst bekende opname was een voorkomen op de soundtrack van Lambada: Set the Night On Fire. Ze vertolkte de song I Like the Rhythm. 
Unidisc Records in Canada bracht een Greatest Hits-bundel uit, die de meeste van haar 12" mixen in 1999 bevat. Carrie Lucas bracht haar eerste single sinds 1990 uit in mei 2018. De nieuwe single heet Some Things Never Change en werd geschreven door haarzelf en Nigel Lowis en werd uitgebracht bij het Britse Solar Records.

## Privéleven
Lucas is nu getrouwd met Dick Griffey en besloot om zich terug te trekken uit de muziekbusiness om zich te kunnen concentreren op haar huwelijk en haar paarden. Carrie Lucas is ook de moeder van Carolyn Griffey en Lucas Griffey.

## Discografie

### Singles
- 1977:	I Gotta Keep Dancin'
- 1979:	Dance with You
- 1980:	I Gotta Keep Dancin' (Keep Smiling)
- 1980: It's Not What You Got (It's How You Use It)
- 1981:	Career Girl
- 1982:	Show Me Where You're Coming From
- 1985:	Hello Stranger

### Studio-albums
Soul Train Records
- 1977:	Simply Carrie

Solar Records
- 1978:	Street Corner Symphony
- 1979:	Carrie Lucas in Danceland
- 1980:	Portrait of Carrie
- 1982:	Still in Love

Constellation
- 1984:	Horsin' Around